# 安丰镇 (东台市)
安丰镇是中国江苏省东台市下辖的一个镇，串场河畔。历史上为淮南盐场最著名的产盐区，“淮南中十场”之首，吸引众多徽州盐商前来经营，形成七里长街东淘南街，至今保留7爿茶社，亦是扬州评话的说书场。2007年，安丰镇被列为中国历史文化名镇。

## 行政区划
现辖：
东风社区、大港社区、下灶社区、民主社区、立新社区、建设社区、安东社区、东淘社区、红安村、五进村、丰新村、新榆村、洋洼村、联合村、九桥村、通榆村、东旭村、丰西村、跃进村、东光村和同明村。

## 交通
- 新长铁路：安丰站

## 名人
- 沈云龙
- 周法高